# Svarttjärnen (Söderbärke socken, Dalarna, 664954-148668)
Svarttjärnen är en sjö i Smedjebackens kommun i Dalarna och ingår i Norrströms huvudavrinningsområde.